# Selva baja

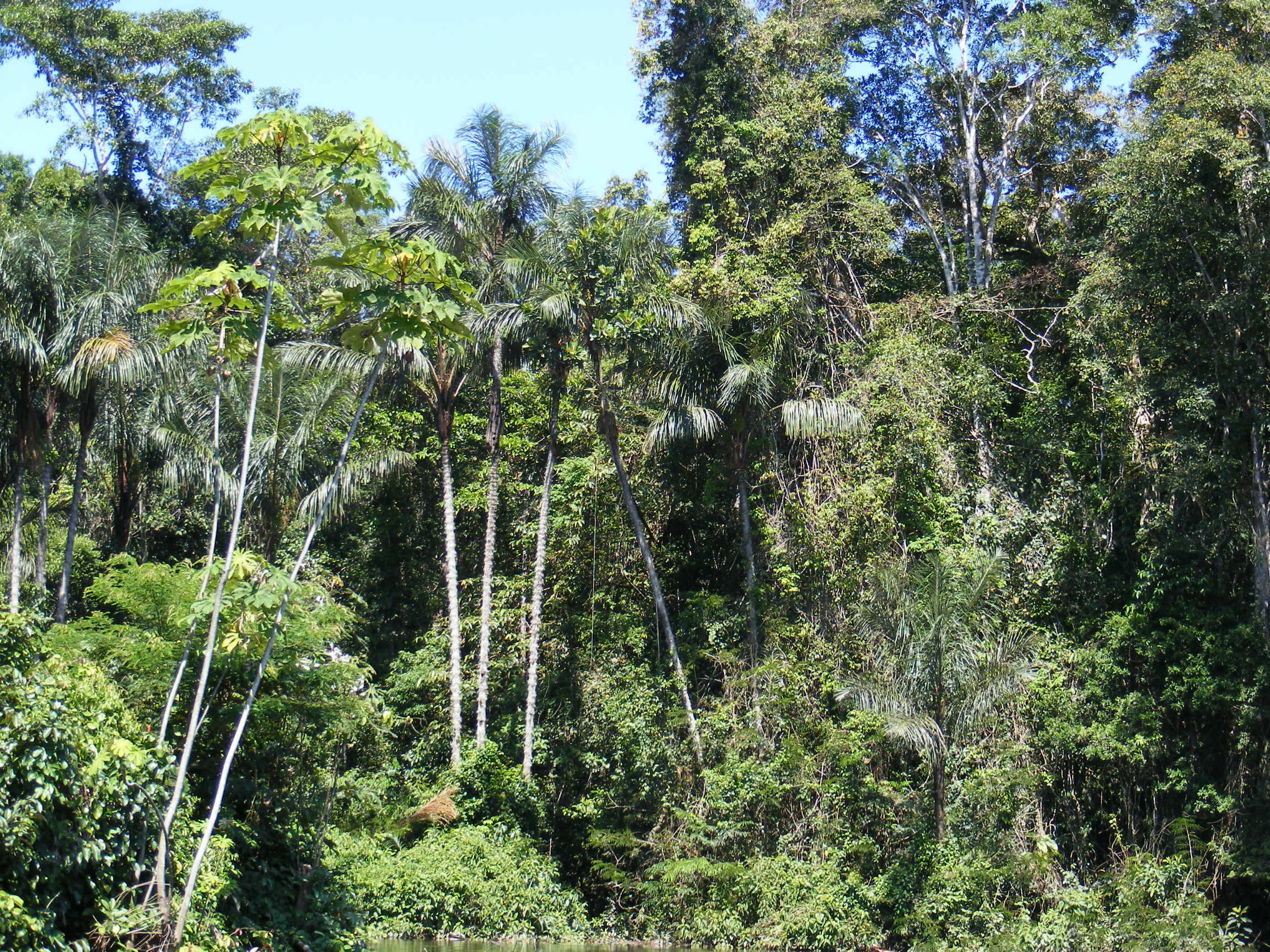
Selva de Loreto.

La Selva baja, región Omagua o Bosque tropical amazónico es como se le conoce en Perú a la llanura amazónica peruana. Es una región de selva tropical de planicie que se encuentra situada por debajo de los 800 m s. n. m., extendiéndose en promedio entre los 80 y los 400 m.s.n.m. Esta región se encuentra conformada por una vasta llanura aluvial y biogeográficamente se le considera una selva lluviosa tropical.
La palabra Omagua quiere decir 'región de los peces de agua dulce', debido a la rica fauna fluvial que se encuentra en sus caudalosos ríos. El relieve de esta zona se caracteriza por ser horizontal y cubierta de una densa vegetación, conocida como selva virgen, la cual en época de creciente de los ríos se inunda en muchas áreas.
En esta región de la selva, los ríos a lo largo de su recorrido describen numerosas curvas formando meandros, así como muyunas o remolinos y cambiando constantemente su cauce. De otro lado los ríos son en esta zona las vías de transporte más utilizadas.

## Relieve

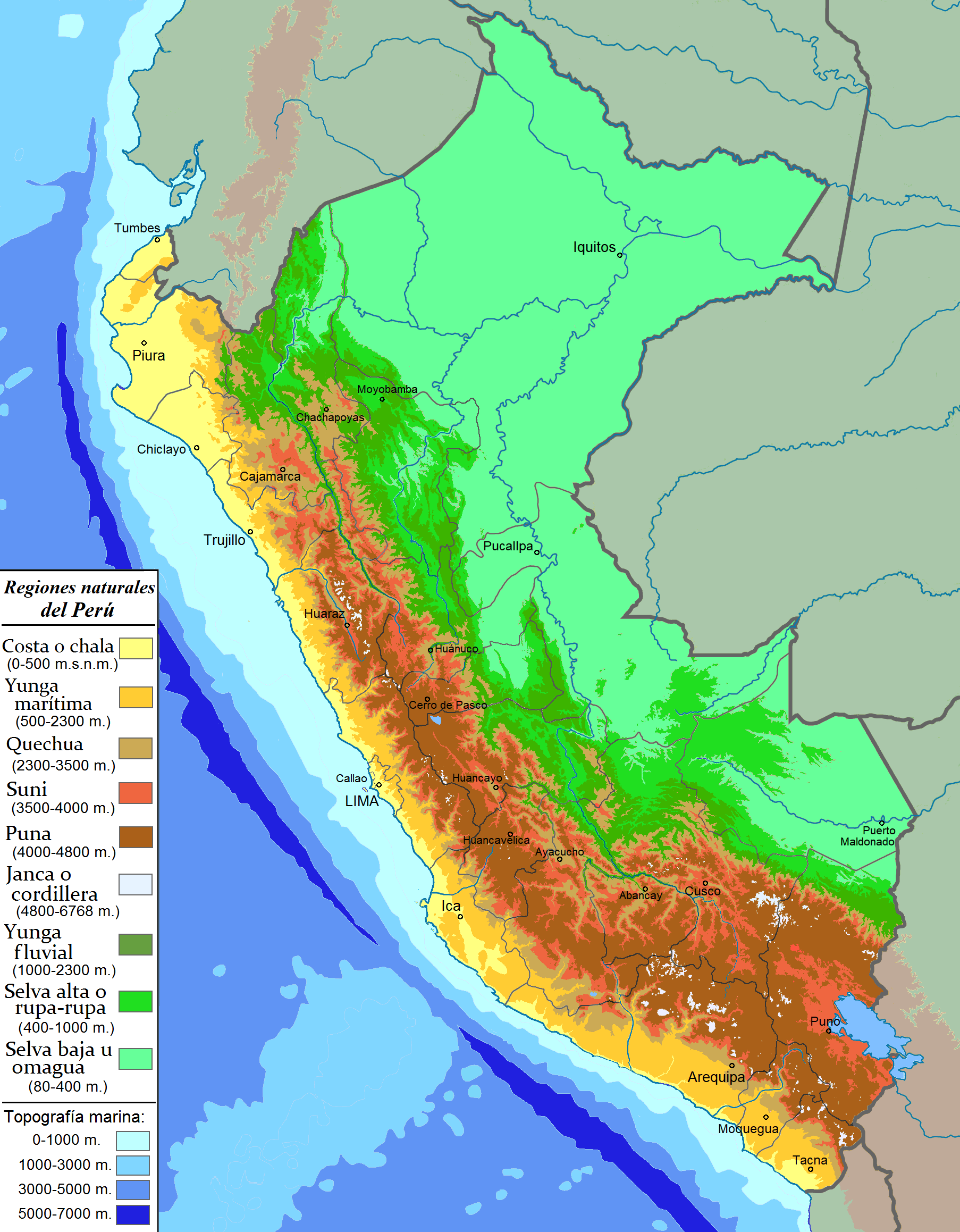
Mapa de la región Selva baja u Omagua graficada en color verde claro.

El relieve de la zona es llano en su mayoría. La región Omagua está conformada por planicies que no superan los 400 metros sobre el nivel del mar ya que está muy cerca a los ríos más grandes.
Se trata de una gran llanura aluvial, que se formó debido a la acción de los múltiples ríos que se encuentran en la zona y de sus afluentes. Principalmente, debido a la acción del río Amazonas, que le da el nombre a la selva
La Selva Baja geográficamente se puede dividir en cuatro áreas:
- Tahuampas o aguajales son las zonas más bajas que durante todo el año permanecen inundadas.
- Restingas son las zonas que se encuentran situadas a mayor altitud que las primeras y que se inundan sólo en épocas de grandes crecientes de los ríos.
- Los altos son las áreas no inundables y sobre cuyos caudales se encuentran construidas ciudades más importantes de la Selva baja.
- Los filos llamadas colinas amazónicas, son áreas con una densa vegetación arbórea.

## Clima
El clima de la Región Selva baja(Omagua) se caracteriza por ser cálido, húmedo y lluvioso. La temperatura promedio de esta zona es de 24 °C aproximadamente. Durante todo el día el calor es permanente. En esta región se ha registrado la temperatura máxima en el Perú, en Neshuya, carretera a Pucallpa, en el año de 1963, la cual fue de 41 °C.
Las lluvias en esta región son abundantes ya que el promedio de precipitaciones al año fluctúa entre los 1,000 a 5,000 mm., lo que la convierte en uno de los lugares más lluviosos del mundo (Como ejemplo tenemos a la localidad de Quince mil, en el Departamento del Cusco, que registra ser el lugar más lluvioso del Perú). Una de las características de la Selva Baja es su atmósfera, la cual se ve cubierta de inmensos mantos de nubes. Estas nubes son impulsadas por los vientos alisios desde la Vertiente Atlántica, en dirección este a oeste, chocando contra el flanco oriental de los Andes.
Estos mantos de nubes al ascender tratando de cruzar la Cordillera de los Andes, encuentra temperaturas mucho más frías, lo cual causa que se condensen y empiecen las lluvias. Las nubes cúmulo-nimbos son las que originan descargas llamadas tormentas que vienen acompañadas de vientos fuertes, lluvias intensas, rayos, relámpagos y truenos. Luego que el mal tiempo pasa empieza el intenso calor tropical.

### Regiones climáticas
El clima de la Selva baja es permanentemente húmedo, al norte de los 10° latitud sur, mientras que al sur es también tropical pero periódicamente húmedo o estacional.
- Selva baja húmeda: Es la selva ecuatorial del Perú y se localiza al norte en todo el departamento de Loreto y parte de Ucayali, Amazonas, San Martín y Huánuco. Su clima es tropical ecuatorial perhúmedo, ya que llueve todo el año, clasificado como Af según el sistema Köppen.

- Selva baja estacional: Se localiza al sureste en todo el departamento de Madre de Dios y parte de Ucayali, Junín, Cusco y Puno. Su clima se considera tropical o subtropical y también se le denomina clima de sabana, clasificado como Aw. Por lo menos hay un mes que caen menos de 60 mm de lluvia.[3]

## Flora y fauna
La Flora de esta región se caracteriza por ser muy rica y variada. En la Selva Baja en una extensión de 65 millones de Hectáreas podemos encontrar más de 2,550 especies de árboles. De esta inmensa variedad de flora las más importantes especies son la Caoba, Aguaje, Cebolla, Oje, Chonta; además del Tamshi, Shiringa, Ayahuasca.
La Fauna no es excepción ya que solamente en peces podemos encontrar unas 600 especies. De estas especies la más importante es el paiche (Arapaima gigas) que es considerado como el alimento esencial del habitante selvático, por ser sabrosa y de abundante carne. Otras especies importantes son la gamitana, el sábalo, el zúngaro, el boquichico, la carachama y gran variedad de tortugas como el motelo, la charapa, la taricaya.

## Actividad económica

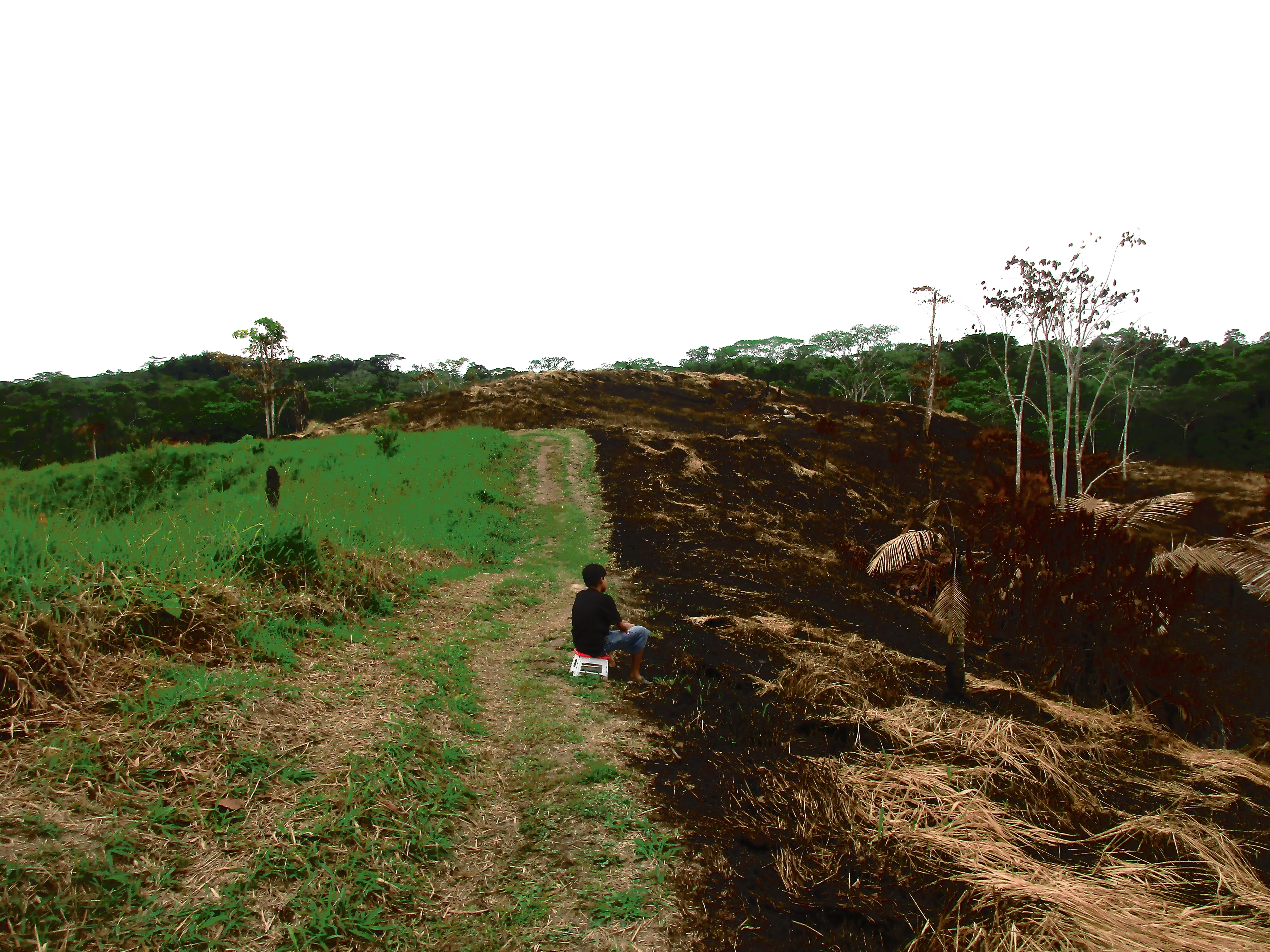
Deforestación para cultivo en la selva baja de Iquitos.

Tiene un gran potencial para el desarrollo de numerosas actividades productivas , sin embargo falta impulsar actividades industriales , ordenar la producción de los recursos naturales que posee y adaptarse a estándares de calidad requeridos por los consumidores más exigentes .
Agricultura: Esta se basa en cultivos de frutos del amazonas como: El Plátano, la Piña, el Mango, la Papaya, el Pacae, Camu Camu,Castaña,Guanábana etc.
Turismo: Esta orientado hacia la observación y estudio de la naturaleza (ecoturismo), desarrollando infraestructura hotelera adaptada al medio ambiente y con guías locales especializados.
Cultivo de Árboles Forestales: Manejo de Bosques con plantaciones forestales y reforestación con árboles nativos para la captación del carbono de la atmósfera y la producción de oxígeno.

## Ecorregiones
Según el WWF, la llanura amazónica peruana se encuentra clasificada en varias regiones ecológicas o ecorregiones. Entre ellas tenemos:
- Selva inundable de Iquitos: También denominada Selva de Iquitos-Várzea o Bosques inundables del Amazonas. Comprende principalmente las cuencas fluviales inundables del alto Amazonas, Ucayali y Marañón, en los departamentos de Loreto, Amazonas y Ucayali.
- Selva amazónica suroccidental: Se sitúa al este del río Ucayali, hacia la Amazonía peruana oriental y del sur (Loreto, Ucayali, Cuzco, Madre de Dios y Puno). Se extiende hacia Brasil y Bolivia.
- Selva de Napo: Situado en Loreto, aproximadamente entre los ríos Napo, Marañón y la Selva alta. Se extiende hacia la Región Amazónica del Ecuador.
- Selva del Ucayali: Es la selva baja al oeste del Ucayali y sur del bajo Marañón. Incluye parte de los departamentos de San Martín, Loreto, Ucayali, Huánuco y Pasco.
- Selva de Solimões-Japurá: En Loreto, al norte del Amazonas y del Napo. Se extiende hacia Colombia y Brasil.
- Sabana del Beni: Situada especialmente en Bolivia, en el Perú se denomina sabana de palmeras y está en la zona fronteriza sur de Madre de Dios. Constituye una zona protegida denominada Santuario Nacional Pampas del Heath y se caracteriza principalmente por su ecosistema de sabana boscosa inundable de pastos altos y palmeras.